# Heinrich Strieffler
Heinrich Strieffler (* 8. Juli 1872 in Neustadt an der Haardt (heute Neustadt an der Weinstraße); † 26. Dezember 1949 ebenda) war ein deutscher Maler, der Motive seiner pfälzischen Heimat bevorzugte.

## Leben und Wirken

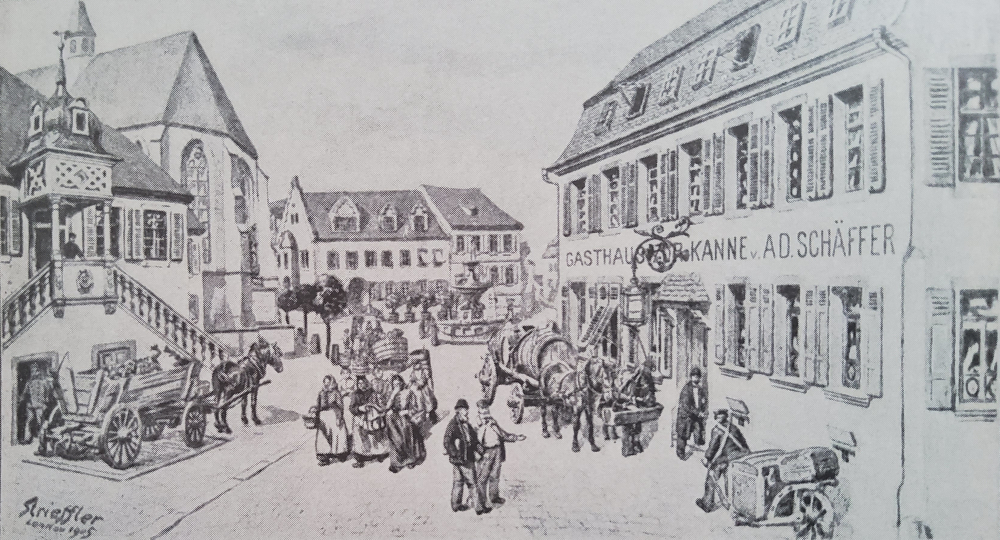
Zeichnung Striefflers von 1905: der Marktplatz von Deidesheim

Nach der Volksschule folgte eine Lithographen-Lehre in Neustadt an der Haardt. Strieffler bildete sich weiter, durch Studienreisen mit verschiedenen Stationen in Deutschland, unter anderem bei Ludwig von Langenmantel (1854–1922) und Theodor Spiess, schrieb sich 1891 in die Königliche Kunstgewerbeschule München ein und wechselte dann 1893 in die Akademie der Bildenden Künste München in die Klasse für Aktzeichnen bei Alexander Strähuber (die jeder Eleve durchlaufen musste), um dann bei Gabriel von Hackl und Johann Leonhard Raab zu studieren, (ferner in den Malklassen von Paul Hoecker und Franz von Stuck).
Nach weiteren Reisen nach Italien und Holland wirkte und arbeitete Strieffler 45 Jahre bis zu seinem Tode in Landau, seiner pfälzischen Heimat, deren Motive (im Besonderen der Weinbau) ihn stets inspirierten und den Großteil seiner Werke bilden. Zum 1. Mai 1933 trat er der NSDAP bei.
Bereits zu Lebzeiten gab es bedeutende Ausstellungen seiner Werke, etwa 1917 in Frankfurt am Main und 1921 im Glaspalast München. Das ehemalige Wohnhaus Striefflers in Landau ist heute Museum und Galerie des Künstlers und der Werke seiner Tochter Marie Strieffler (1917–1987), bekannt als Strieffler-Haus. Als Erfinder erlangte Heinrich Strieffler verschiedene Patente. 1903 gehörte er zu den Mitbegründern des Pfälzerwald-Vereins.
Strieffler war mit Ida Maria Salm aus Lachen verheiratet, am 8. Mai 1917 wurde ihre Tochter Marie, später ebenfalls eine bekannte Malerin und Künstlerin, geboren.